# Tom Whisky ou L'illusioniste toqué
Tom Whisky ou L'illusioniste toqué er en fransk stumfilm fra 1900 af Georges Méliès.